# Ma'an News Agency
La Ma'an News Agency (arabe : وكالة معا الإخبارية), parfois désignée par l'acronyme MNA, est une agence de presse créée en 2005 dans les territoires palestiniens occupés,. Elle appartient à Ma'an Network, un média non gouvernemental créé en 2002 par des journalistes indépendants de Cisjordanie et de la bande de Gaza. L'agence a noué des partenariats avec huit télévisions et douze stations de radio locales. Elle produit des dépêches 24 heures sur 24, ainsi que des reportages, des analyses et des articles d'opinion, le tout en arabe, hébreu et anglais. C'est l'une des plus importantes agences de presse palestiniennes ; son site web est, en juillet 2014, le second site le plus visité en Palestine. Le siège de l'agence est à Bethléem ; elle possède également un bureau à Gaza.

## Histoire
Ma'an Network a été lancée en 2002, via un partenariat entre Bethlehem TV, une télévision locale, et divers médias locaux palestiniens – le mot arabe Ma'an signifie en français « ensemble ». Le groupe est dirigé par Raed Othman, l'ancien directeur de Bethlehem TV. Ma'an Network a produit trois soap opera, de nombreuses émissions télévisées et un téléfilm, Kafha. Les programmes de Ma'an Network sont diffusés par dix télévisions hertziennes indépendantes en Cisjordanie et, de temps à autre, par la télévision par satellite dirigée par le Fatah, Palestine TV,.
La Ma'an News Agency a été créée en 2005, avec le soutien financier des bureaux danois et néerlandais de l'Autorité palestinienne.

## Indépendance
Dans la version anglophone de son site Internet, l'agence indique : « MNA scrupulously maintains its editorial independence and aims to promote access to information, freedom of expression, press freedom, and media pluralism in Palestine » (en français : « MNA maintient scrupuleusement son indépendance éditoriale et vise à promouvoir l'accès à l'information, la liberté d'expression, la liberté de la presse et le pluralisme des médias en Palestine »). L'agence tient ainsi à se distinguer grands diffuseurs existants, notamment Al-Aqsa TV, dirigée par le Hamas, et Palestine TV, contrôlée par le Fatah. Dans une interview avec l'expert des médias Matt Sienkiewicz, l'ancien directeur financier de Ma'an Network, Wissam Kutom, a ainsi expliqué que la télévision palestinienne était selon lui aux ordres des factions palestiniennes et donc non-indépendante,.
Les fonds de Ma'an Network proviennent des revenus publicitaires et de donateurs étrangers,,.

## Audience
La Ma'an News Agency se décrit elle-même comme « la principale source d'information en provenance de Palestine » et « la première source d'information indépendante en Palestine », se targuant en outre d'avoir plus de trois millions de visiteurs par mois. Selon une étude réalisée en 2007, 95,6 % des Palestiniens équipés d'une connexion Internet disent « visiter fréquemment » le site Internet de l'agence. En décembre 2013, www.maannews.net est le 4e site web le plus visité des territoires palestiniens.